# Sugilación

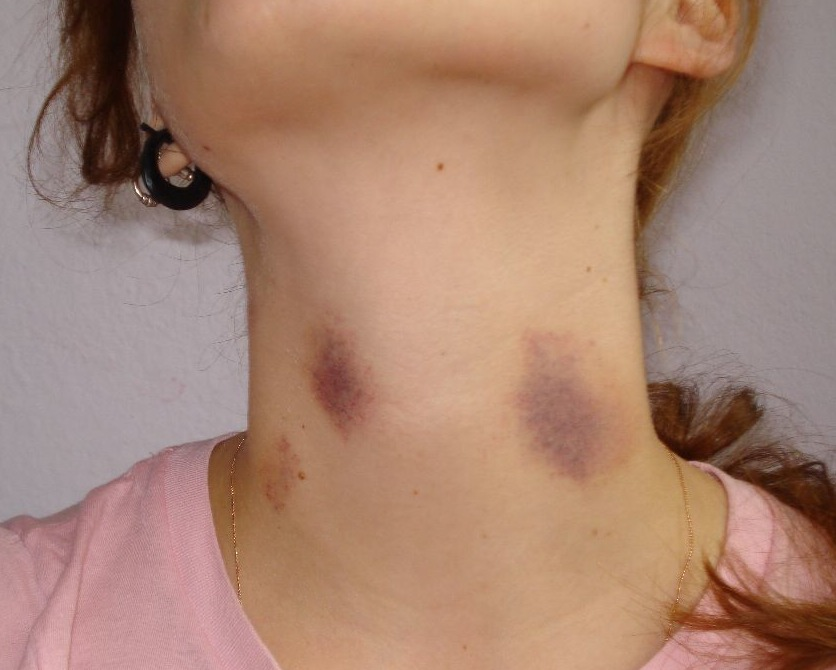
Equimosis por sugilación en el cuello.

La sugilación, comúnmente llamada chupado, chupetazo, chupete, chupetón, chupón,  chuponazo o  moretón, es un tipo de lesión superficial llamado equimosis que es causado por una fuerte succión con la boca. Se suele relacionar con la actividad sexual y la excitación, que llevan a la persona a ejercer una fuerte succión en diferentes zonas del cuerpo de su amante. Generalmente se realiza en el cuello, tardando varios días en desaparecer. Su evolución cromática va del negro al morado, azul, verde, anaranjado y amarillo, y dura aproximadamente de 3 a 10 días.